# Nielsville
Nielsville – miasto w Stanach Zjednoczonych, w stanie Minnesota, w hrabstwie Polk.